# Literatura de Goiás
Os primeiros livros escritos por goianos datam do século XVIII, com os escritores Bartolomeu Antônio Cordovil, Luís Antônio da Silva e Sousa, Luís Maria da Silva Pinto, Florêncio Antônio da Fonseca, Grostom e cronistas como Luís Antônio da Silva e Sousa, Joaquim Teotônio Segurado, Antunes da Frota e o marechal Raimundo José da Cunha Matos.
No século XIX, com o Romantismo em alta nas poesias da Europa e do Brasil, a ideia também chegou em Goiás. Entre meados do século XIX e início do século XX as poesias de Acrísio Gama, Antero Pinto, Félix de Bulhões, Joaquim Bonifácio de Siqueira, entre outros, destacaram-se pela amor pela natureza, principalmente o cerrado.
A prosa realista em Goiás é marcada pelos escritores Hugo de Carvalho Ramos, Pedro Gomes, Gercino Monteiro, Ribeiro da Silva e Derval de Castro.
Com a chegada do Parnasianismo e do Simbolismo ao Brasil em meados do século XIX, Goiás teve grande participação com os livros de Joaquim Xavier de Almeida, Hygino Rodrigues, Augusto Ferreira Rios, Luís Ramos de Oliveira Couto, Érico Curado, Hugo de Carvalho Ramos, Vasco dos Reis, Victor de Carvalho Ramos, Leo Lynce (Cyllenêo de Araújo) e José Lopes Rodrigues.
O início do século XX é marcado também pelos primeiros contistas goianos. Entre eles se destacam: Matias da Gama e Silva, Zeferino de Abreu, Cora Coralina, Gastão de Deus Vítor Rodrigues.
O Modernismo chega a Goiás com o livro de versos "Ontem" (1928), de Leo Lynce. Considera-se iniciado o período modernista nas letras goianas". Depois vieram João Accióli, José J. Veiga, Afonso Félix de Sousa, Domingos Félix de Sousa, Aída Félix de Sousa, José Godoy Garcia, Bernardo Élis, José Décio Filho, Cora Coralina e Demóstenes Cristino.
A prosa regionalista goiana é marcada pelos textos de Crispiniano Tavares, Hugo de Carvalho Ramos, Pedro Gomes, Bernardo Élis, Carmo Bernardes, Cora Coralina, Regina Lacerda, Waldomiro Bariani Ortêncio e Antônio Geraldo Ramos Jubé. As obras mais importantes da prosa regionalista são Ermos e Gerais e O Tronco, ambos de autoria de Bernardo Élis, único goiano, até o presente, a conquistar a glória de ser imortalizado na Academia Brasileira de Letras, ocupando a Cadeira 1.

## Cânone Goiano
Um dos fatos mais importantes da literatura de Goiás foi a eleição, por um júri constituído de dez professores de literatura, bibliófilos, escritores, críticos literários, sob coordenação do jornalista Wolney Unes. O júri foi instituído pelo jornal O Popular, de Goiânia, que publicou o resultado na edição de domingo, 31 de janeiro de 1999, ano LX, número 16.476, páginas 1, 4, 5, 6 e 7 do Caderno 2, dos "20 melhores livros goianos". O que equivale dizer ter O Popular, com este gesto, eleito o cânone da literatura local. Obteve-se o seguinte resultado:
10 menções do júri: em primeiro lugar, "Tropas e Boiadas" (1917), contos de Hugo de Carvalho Ramos; em segundo lugar, também com 10 menções do júri, "Ontem" (1928), poesia de Leo Lynce. 
Com 9 menções: terceiro lugar, "Veranico de Janeiro" (1966), contos de Bernardo Élis; quarto lugar "Pium", (1949) romance de Eli Brasiliense; quinto lugar "Íntima Parábola" (1960), poesia de Afonso Félix de Sousa. 
Com 7 menções do júri: sexto lugar "Jurubatuba" (1972), romance de Carmo Bernardes; sétimo lugar "Via Viagem" (1970), romance de Carlos Fernandes Magalhães. 
Com 6 menções do júri: oitavo lugar "Alquimia dos Nós" (1979), poesia de Yêda Schmaltz; nono lugar "Rio do Sono" (1948), poesia de José Godoy Garcia; décimo lugar, "Nos Ombros do Cão" (1991), romance de Miguel Jorge; décimo primeiro lugar, "A Raiz da Fala" (1972), poesia de Gilberto Mendonça Teles; décimo segundo lugar "Joana e os Três Pecados" (1983), contos de Maria Helena Chein. 
Com 5 menções: décimo terceiro lugar, "Aquele Mundo de Vasabarros" (1982), romance de José J. Veiga; décimo quarto lugar, "Poemas dos becos de Goiás e estórias mais" (1965), poesia de Cora Coralina; décimo quinto lugar, "Relações" (1981), romance de Heleno Godoy; e décimo sexto lugar, "Elos da Mesma Corrente" (1959), romance de Rosarita Fleury. 
Com 4 menções: décimo sétimo lugar, "A Hora dos Ruminantes" (1967), romance de José J. Veiga; décimo oitavo lugar, "Poemas e Elegias" (1953), poesia de José Décio Filho. 
Com 3 menções: décimo nono lugar, "Ermos & Gerais" (1944), contos de Bernardo Élis, e, por fim, também com 3 menções e em vigésimo lugar, "Hora Aberta" (1986), poesia de Gilberto Mendonça Teles. 
Isso quanto às "obras selecionadas pelo júri de O Popular". Porque há outra relação contemplando "os melhores autores". A saber: com 17 menções: Bernardo Élis; 14 menções: Carmo Bernardes; 13 menções: José J. Veiga; 11 menções: Gilberto Mendonça Teles; 10 menções: Hugo de Carvalho Ramos e Leo Lynce; 9 menções: Eli Brasiliense; Afonso Félix de Souza; José Godoy Garcia e Miguel Jorge.
| Posição | Livro                                     | Ano  | Autor                      | Menções |
| ------- | ----------------------------------------- | ---- | -------------------------- | ------- |
| =1°     | Tropas e Boiadas                          | 1917 | Hugo de Carvalho Ramos     | 10      |
| =1°     | Ontem                                     | 1928 | Leo Lynce                  | 10      |
| =3°     | Veranico de Janeiro                       | 1966 | Bernardo Élis              | 9       |
| =3°     | Pium                                      | 1949 | Eli Brasiliense            | 9       |
| =3°     | Íntima Parábola                           | 1960 | Afonso Félix de Sousa      | 9       |
| =6°     | Jurubatuba                                | 1972 | Carmo Bernardes            | 7       |
| =6°     | Via Viagem                                | 1970 | Carlos Fernandes Magalhães | 7       |
| =8°     | Alquimia dos Nós                          | 1979 | Yêda Schmaltz              | 6       |
| =8°     | Rio do Sono                               | 1948 | José Godoy Garcia          | 6       |
| =8°     | Nos Ombros do Cão                         | 1991 | Miguel Jorge               | 6       |
| =8°     | A Raiz da Fala                            | 1972 | Gilberto Mendonça Teles    | 6       |
| =8°     | Joana e os Três Pecados                   | 1983 | Maria Helena Chein         | 6       |
| =13°    | Aquele Mundo de Vasabarros                | 1982 | José J. Veiga              | 5       |
| =13°    | Poemas dos becos de Goiás e estórias mais | 1965 | Cora Coralina              | 5       |
| =13°    | Relações                                  | 1981 | Heleno Godoy               | 5       |
| =13°    | Elos da Mesma Corrente                    | 1959 | Rosarita Fleury            | 5       |
| =17°    | A Hora dos Ruminantes                     | 1967 | José J. Veiga              | 4       |
| =17°    | Poemas e Elegias                          | 1953 | José Décio Filho           | 4       |
| =19°    | Ermos & Gerais                            | 1944 | Bernardo Élis              | 3       |
| =19°    | Hora Aberta                               | 1986 | Gilberto Mendonça Teles    | 3       |

| Posição | Autor                   | Menções |
| ------- | ----------------------- | ------- |
| 1°      | Bernardo Élis           | 17      |
| 2°      | Carmo Bernardes         | 14      |
| 3°      | José J. Veiga           | 13      |
| 4°      | Gilberto Mendonça Teles | 11      |
| =5°     | Hugo de Carvalho Ramos  | 10      |
| =5°     | Leo Lynce               | 10      |
| =7°     | Eli Brasiliense         | 9       |
| =7°     | Afonso Félix de Souza   | 9       |
| =7°     | José Godoy Garcia       | 9       |
| =7°     | Miguel Jorge            | 9       |

## Os Príncipes da Poesia Goiana
Assim como no cenário nacional há um principado de poetas, sendo o primeiro Olavo Bilac, no âmbito literário goiano também se observa este título. O primeiro Príncipe da Poesia Goiana foi Joaquim Bonifácio de Siqueira e, hoje, é carregado por Gilberto Mendonça Teles.
| Ordem | Poeta                                     | Período         | Indicação/outorga                                                                           | Duração                 |
| ----- | ----------------------------------------- | --------------- | ------------------------------------------------------------------------------------------- | ----------------------- |
| 1°    | Joaquim Bonifácio de Siqueira (1883-1923) | c. 1920 - 1923  | Indicação de Gercino Monteiro e aprovação de intelectuais. Divulgação no jornal O Democrata | 3 anos (provavelmente)  |
| 2°    | Léo Lynce (1884-1954)                     | 1924 - 1954     | Indicação de Gercino Monteiro e aprovação de intelectuais. Divulgação no jornal O Democrata | 30 anos                 |
| 3°    | José Xavier de Almeida Júnior (1902-1979) | 1973 - 1979     | Pela Academia Feminina de Letras e Artes de Goiás com apoio das Instituições Culturais      | 6 anos                  |
| 4°    | Gilberto Mendonça Teles (1931)            | 1979 - Presente | Pela Academia Feminina de Letras e Artes de Goiás com apoio das Instituições Culturais      | Em progresso (43+ anos) |

## Instituições
Há, atualmente em Goiás, várias entidades que lutam para preservar e avançar a literatura goiana. Pode-se destacar a Academia Goiana de Letras, União Brasileira de Escritores (UBE) - Seção Goiás, Instituto Bernardo Élis (Icebe), e o Instituto Histórico e Geográfico de Goiás (IHGG). 
Quanto ao mercado editorial, as principais organizações ligadas a essa atividade, além das mencionadas acima, são a Editora Kelps, a Editora UFG e a Editora PUC-GO. 